# Subkultura
Subkultura je malá skupina se specifickými kulturními znaky, které ji odlišují od většinové kultury. Přestože subkultura nese odlišné znaky v rámci životního stylu, chování, hodnot a norem, je nedílnou součástí této většinové kultury a v mnohých věcech ji může ovlivňovat nebo jí být ovlivňována.
Subkultura vzniká samostatnou komentovanou interakcí jednotlivců stejného věku, názorů, identity, sociálního postavení nebo stejné geografické lokace. V některých případech je vztah mezi minoritní a majoritní kulturou konfliktní – pokud daná subkultura dominantní kulturu popírá, vyvrací, či je s ní v rozporu, jedná se o tzv. kontrakulturu. S pojmem subkultura jsou spjaty také termíny dominantní kultura (kultura, která převládá a je akceptována většinovou populací) a scéna (prostředí, ve kterém se daná subkultura pohybuje).

## Popis
Obecně se tohoto pojmu používá pro nevědomě vytvořenou či spontánně vzniknuvší podmnožinu kultury. Může však též znamenat subkulturu, která vědomě pěstuje sama sebe. Má sklon se vůči svému okolí vymezovat a vyvíjet na ně tlak, v případě vědomé se i ostřeji vyhraňovat. Součástí toho bývá kladení důrazu na určitá specifika, která tvoří povahu a převažující trend takové minoritní kultury. Reakce na hlavní trend často vytváří další proudy uvnitř, mírně odlišně zaměřené, které posléze mohou vést k vydělení takového proudu ze subkultury původní. Subkultura může být také tvořena svazkem nezávislých proudů, které si neprotiřečí.
Pojem se začal používat v polovině 20. století pro specifický životní styl či kulturu spontánně vznikajících skupin zejména mládeže. Ty vznikají z potřeby vzájemného porozumění, uznání a úcty, které zejména mladým lidem v moderní masové kultuře chybějí. Skupiny mají sklon vymezovat se vůči svému okolí, vědomě zdůrazňovat a pěstovat své odlišnosti, případně se i ostřeji vyhraňovat.
Součástí tohoto vymezování bývá kladení důrazu na určitá specifika, která tvoří povahu a převažující trend takové minoritní kultury. Vymezení může spočívat v odklonu od myšlenkových, kulturních a politických postojů či hodnot většinové kultury, a navenek se často projevuje zejména odlišným oblečením a životním stylem. Touha po těsnějším a pevnějším společenství i tlak rodinného a společenského okolí vyvolává snahu někam se začlenit a přitahuje k subkultuře další zejména mladé lidi. Často právě tehdy, klade-li tato subkultura důraz na vlastnosti či schopnosti, které dotyčný nemá, a právě proto mu imponují. O takovém člověku se hovoří jako o wannabe (z anglického „wanted to be“, česky „rádoby“) a jde o běžný průvodní jev různých subkultur.
V sociologii a v kulturní antropologii se pojem používá i pro jiné kulturně a společensky odlišené a více méně vyhraněné skupiny, které se liší například společenským zařazením, způsobem života, povoláním nebo etnickým původem. Oproti subkulturám mládeže, které často rychle vznikají a zanikají a mohou se blížit pouhé módě, jiné subkultury mají trvalejší ráz, ale často také menší soudržnost i slabší vědomí sebe samých. O velmi trvalých subkulturách se někdy hovoří jako o „městských kmenech“.

## Historie výzkumu
Pojem „subkultura“ zavedl počátkem 40. let 20. století sociolog Milton M. Gordon. Inspirací mu byla tzv. Chicagská škola, která se tímto tématem zabývala již od 20. let 20. století, ač konkrétně s tímto pojmem nepracovala. Gordon subkulturu definoval jako „podskupinu národní kultury, složené z kombinace součinných sociálních situací, jako je třídní status, etnický původ, regionální, venkovské či městské osídlení a náboženská příslušnost, jež vznikají svou vlastní kombinací a působí jednotně, čímž mají celistvý dopad na participující individuum.“
Začátek sociologického studia subkultur byl vyvolán velkým přílivem imigrantů zejména do Chicaga. Svým příchodem formovali ráz velkoměsta, který následně svému výzkumu podrobili tehdejší sociologové.

### Chicagská škola
Chicagskou školu tvořily tři generace:
1. Hlavními představiteli první z nich byli Robert Ezra Park, Ernest Burgess.[3] V době jejich počínání se však pojem subkultura ještě nepoužíval.
2. Druhou generaci představuje Herbert Blumer,[3] pro studium subkultur však není příliš významná.
3. Ve třetí generaci se pojmem subkultura zabýval především Albert K. Cohen, který svou teorii deviantní subkultury ztotožňoval s teorií anomie R. K. Mertona.[3] Jedná se o názor, že jedinec, vyskytující se v problematickém sociálním prostředí, není schopen se zařadit do většinové společnosti a obklopuje se lidmi, s jejichž problémy se může ztotožnit.

R. K. Merton tvrdí, že proces formování subkultury je řízen odmítavým přístupem jedince ke společensky vyžadovaným cílům, či k prostředkům vedoucím k jejich dosažení.
Podmínkou pro vytvoření subkultury je podle Alberta K. Cohena nemožnost jedinců se přizpůsobit majoritní společnosti. Vytvářejí nové a specifické rámce chování, které vedou k jejich vnitřnímu uspokojení. Cohenova teorie se stala základem pro další sociologické výzkumy v této oblasti a dala za vznik subkulturní teorii.
Rozvoj subkulturních konceptů se dělí na dvě hlavní linie. Jednou z nich je americká, jejíž rozvoj se však začal s nástupem odlišného přístupu k subkulturám ve Velké Británii zpomalovat.

### Birminghamská škola
V 60. letech 20. století došlo v anglickém Birminghamu k vytvoření tzv. Birminghamské školy, jiným názvem Centra pro současná kulturní studia. Vznik školy byl ovlivněn konfrontací jednotlivých sociálních skupin mládeže, což po druhé světové válce vedlo k postupnému vytváření nových subkultur. Studium se zaměřovalo převážně na subkultury dělnické třídy.
Významní představitelé, jako byli například S. Hall, R. Hoggart, M. Clarke, D. Hebdige nebo L. Althusser, se dále zabývali vztahem médií a chováním mládeže. Působením médií na danou subkulturu její výjimečnost upadá a stává se tak kulturou mainstreamovou.
Americké a britské pojetí subkultury se velmi liší. Na rozdíl od Chicagské školy, která pojetím subkultury rozuměla deviantní chování, vnímala Birminghamská škola vytvoření subkulturních skupin jako symbol vzdoru a považuje je za tvůrce alternativní kultury.

### Manchesterský institut populární kultury
V rámci MIPC vznikl v 90. letech 20. století nový vědecký obor – populární kulturní studia, který přišel s pojmem tzv. klubové kultury. Ta o zájem médií nestojí. Jeden ze zástupců MIPC navrhoval, aby pojem subkultura nahradil termín scéna či kulturní vkus. Tyto termíny lépe vystihují situace, ve kterých se příslušníci dělnické třídy ztotožňují s více subkulturními skupinami.
V dnešní době se můžeme setkat s pojmem post-subkultura, který označuje trend, kdy si mladí lidé vybírají dílčí části různých subkultur a dochází tak ke splynutí jednotlivých subkultur. Hranice mezi jednotlivými subkulturami postupně mizí a tím se stávají prostupnějšími. Současný stav zabraňuje subkulturám jasnému vymezení vůči dominantní kultuře. Základem dnešního studia je post-subkulturní teorie.
Mezi současné sociology, zabývající se subkulturou, patří David Muggleton, K. Hazelhurst a C. Hazelhurst. V českém prostředí studium subkultur započalo až ke konci 80. let 20. století, kdy už jednotlivé subkultury měly v rámci společnosti své místo. Jejich působení bylo však dominantní kulturou minulého režimu silně potlačováno.

## Identifikace
Sarah Thorntonová v roce 1995 popsala tzv. „subkulturní kapitál“ jako kulturní znalosti a komodity získané členy subkultury, které pomáhají se odlišit od členů jiných skupin. Ken Gelder v roce 2007 navrhl odlišit subkultury od protikultur na základě úrovní. Gelder navrhl šest klíčových způsobů, kterými lze subkultury identifikovat:
1. často negativní přístup k práci („nečinný” a „líný”, může být i při jakékoliv hře i ve volném čase, aj.),
2. negativní nebo ambivalentní (dvojznačný) vztah ke třídě (protože subkultury nejsou „vědomé třídy“ a neodpovídají tradičním definicím třídy),
3. propojení s územím (s „ulicí”, klubem, komunitou) spíše než s majetkem,
4. pobyt spíše jinde než je území domova (hledání sociálních skupin jiných než je rodina),
5. stylové vazby (odchylující od norem běžných) na nadměrné množství a nadsázku,
6. odmítnutí banalit běžného života a masifikace (maximalizace kvantity).

Sociologové Gary Alan Fine a Sherryl Kleinman konstatovali, že jejich výzkum pocházející z roku 1979 jasně ukázal, že subkultura je skupina, která slouží k motivaci potenciálního člena k přijetí artefaktů, chování, norem a hodnot charakteristických pro skupinu.

## Světová geneze

### Punk
Svůj debut prodělal punk v Británii během roku 1976. Tento styl, tvořený kombinací prvků z různých žánrů, se zrodil v Londýně v okolí King’s Road. Spojení nesourodých prvků se odráží i na vizuální stránce punku. Spínací špendlíky se staly symbolem oné spojitosti. Dalšími viditelnými znaky punku jsou kožené bundy, úzké kalhoty, špičaté boty, číro.

### Reggae
Reggae vzniklo na sklonku 60. let 20. století na Jamajce. Vznik této subkultury je založen na historické posloupnosti migrací z Afriky na Jamajku a dále do Velké Británii. Reggae vychází z originální jamajské orální kultury a výkladu Bible.
Reggae úzce souvisí s další subkulturou, tzv. rastafariánstvím, z kterého reggae převzalo určité prvky. Rastafariánstvím se rozumí spojení dredů, maskovací khaki a marihuany a hlásání odcizení od dominantní kultury.

### Hipsteři
Význam pojmu hipster se začal formovat už ve 40. letech 20. století. Původně byl určen pro afroamerické jazzové muzikanty. Během deseti až dvaceti let byli hipsteři víceméně výhradně američtí nekonvenční hudebníci bílé pleti, kteří se velmi silně vymezovali vůči většinové společnosti a pohrdali mainstreamem. Mezi hipstery patřili lidé, kteří se odmítali ztotožnit s tradičními stereotypy práce, rodinného a sociálního života a dalšími rysy dominantní kultury. Příslušníci této subkultury, kterou tvoří především mladí lidé, se snaží žít skrze hlubší prožitky.
Oproti původnímu významu pojmu hipster, kdy byla hlavním podnětem členství této subkultury nespokojenost s výše uvedenými stereotypy, moderní hipsteři se vyznačují především specifickým módním stylem a kulturou kaváren, galerií či muzeí. Zejména ve 2. desetiletí 21. století se tento styl paradoxně tak proslavil, až se stal mainstreamem. Vedle módy si ale moderní hipsteři zachovali i něco z původních přístupů, zejména odpor ke konzumní společnosti, materialismu a práci pro sociální jistotu místo potěšení.
Hipster je mladý člověk obvykle mezi dvacátým a třicátým rokem žijící zejména ve velkých městech, jehož veškeré konání a chování se točí kolem jediného: odlišit se a deklarovat okolí svou jedinečnost. Jeho styl je definován zejména způsobem oblékání: typickým oděvem jsou těsně přiléhavé džíny, retro tenisky nebo klasické „plátěnky“ značky Converse a brýle s tlustými a výraznými obroučkami. Svým stylem příslušníci subkultury hipsterů potlačují genderové stereotypy, zavrhují zajeté ideály krásy, řídí se fenomény androgynie a feminismu.

### Beatníci a Teddy Boys
Zástupci těchto stylů byli původně běloši, kteří měli blízko ke kultuře černošských ghett a k černošské hudbě. 
Subkultura beatníků se pojí především s 50. léty 20. století a odkazuje na spisovatele Jacka Kerouaca a Allena Ginsberga. Příslušníci této subkultury si zakládají na svobodě, nezávaznosti a nespoutanosti a zaujímají nematerialistický postoj. Tento směr ovlivnil mnohé hudebníky, mezi které patří např. Bob Dylan, Pink Floyd, The Beatles. Za jeden z přínosů beatnické generace lze považovat přiblížení východní kultury a náboženství západní civilizaci.
Teddy Boys oproti předchozím dvěma subkulturám vznikly v Británii, konkrétně v Londýně. Jejich působení se také pojí s 50. léty 20. století. Teddy Boys jsou spojováni především s rock and rollem. V oblasti módy se zástupci této subkultury inspirovali dobou krále Eduarda VII.
Hipsteři, beatníci i Teddy Boys jsou přes všechny své zjevné i nepatrné rozdíly úzce propojeni. Všechny mají také blízko k jazzové hudbě.

### Hippies
Jako hippies je označováno mládežnické hnutí, které vzniklo v Americe v 60. letech 20. století. Slovo hippies je odvozené od slova hipster a jsou jím popisováni beatníci, kteří obsadili oblasti newyorského Greenwich Village a sanfranciského Haight Ashbury. Příslušníci hippies vytvářeli své vlastní komunity, které byly často uzavřené. Zástupci této subkultury se vyznačovali poslechem psychedelické hudby, otevřeností vůči sexu a často také užíváním různých drog. Hippies měli velký vliv na následující kulturní vývoj nejen na americkém kontinentě.

### Hip hop, graffiti
Hip hop je oproti jiným subkulturám subkulturou poměrně mladou, pojí se s 70. léty 20. století. Je spojena s newyorskou městskou částí jižní Bronx a Harlem. Příslušníky této subkultury byli Afroameričané a Latinoameričané. Hip hop je úzce spojen s graffiti uměním, rapovou hudbou a později i tancem, známým jako breakdance. Výše zmíněné subkultury se staly odrazovým můstkem pro mnohé další, které v průběhu let vznikaly.

### Gameři
Gameři jsou jednou z několika rozvíjejících se subkultur, zejména u teenagerů. Jsou stejně jako hackeři spojováni s technologickým vývojem a volným přístupem k internetu. Základní kámen této subkultury položil americký fyzik William Higinbotham v roce 1958, když vytvořil první počítačovou hru.
Gamer je člověk, který věnuje velké množství času počítačovým hrám a nezřídka se na nich stává závislý, což může mít určité důsledky na jeho život a vztahy s blízkými. Dospívající hráči mohou mít problémy s motivací ke studiu nebo s komunikací a navazováním vztahů s vrstevníky a rodinou. Hry pomáhají ponořit se do virtuální reality, „vyzkoušet si“ roli postavy se zajímavým, dlouhým a šťastným životem a zapomenout na realitu. 
Herní turnaje neboli esport jsou mezi gamery velmi oblíbené. Starší hráči se na nich naučili vydělávat peníze účastí nebo sázením. Díky rostoucímu zájmu o esport byla v České republice otevřena první esport univerzita, která se věnuje studiu her a zlepšení strategických, mentálních a fyzických dovedností.

### Kyberkultura neboli hackeři
Rozvoj programování vedl ke vzniku kyberkultury a tzv. hackerů.
Mnoho režisérů obsazuje tuto subkulturu ve svých filmech nebo seriálech a propaguje tak mylný stereotyp o lidech s nadváhou a brýlemi sedících před monitory s černým pozadím a nepochopitelným zeleným textem. V dnešní době lze ale hackera identifikovat pouze podle zájmu o novou počítačovou technologii, nikoli však podle výrazných vizuálních prvků.
Hlavním zájmem hackerů je nelegální počítačová činnost různého druhu, k čemuž je třeba pouze notebook, který lze použít k proniknutí do vysoce zabezpečených sítí a řídit botnety. Samotní hackeři se někdy formují do velkých sdružení, firem nebo svazů pro lepší a pohodlnějšího život, ale dodržují zásady anonymity, protože trestnými činy ohrožují své životy a existuje pravděpodobnost zatčení.
V roce 2001 podepsalo 30 států tzv. Úmluvu o počítačové kriminalitě, která stanovuje společné metody pro účastnické země v boji proti zločincům na internetu. 
Nic však nevyvrací skutečnost, že tito lidé mohou zcela legálně pracovat pro vládu a pro dobré účely, vytvářet software pro zabezpečení informací, eliminovat viry a vyvíjet nové programy. Mnoho společností najímá tyto hackery coby penetrační testery, aby našli zranitelná místa v jejich softwaru a chránili je před „zlými hackery“.
Evropští hackeři jsou zvláštní v tom, že se snaží všechno naučit sami a zabývají se vývojem jedinečných hackerských technik. Zajímavou vlastností je, že nejčastěji útočí na weby na protest proti něčemu nebo naopak na podporu, méně však za účelem přímého peněžitého zisku.

### Přehled některých subkultur
- BDSM
- Black metal
- Decora
- Emo
- Freetekno
- Geek
- Glam
- Goth
- Greaser
- Grunge
- Hip hop
- Hooligans
- Hippies
- Hipster
- Lolita
- Mod
- Nerd
- Otaku
- Otherkin
- Psychobilly
- Punk
- Rave
- Rocker
- Rude boys
- Skate
- Skinheads
- Steampunk
- Straight edge
- Tramping
- Visual kei

## České prostředí
V ČSSR spadala většina subkultur do tzv. undergroundu, jelikož byly tehdejším režimem silně potlačovány. Underground tvořil jakousi opozici k oficiální kultuře, tzv. kontrakulturu. Za zakladatele československého undergroundu je považován Ivan Martin Jirous. Český underground byl zaměřen především na literární, divadelní a hudební scénu. O městských subkulturách v Československu mezi lety 1969 a 1989 pojednává např. kniha Kmeny 0, druhá publikace Vladimíra Brože (Vladimír 518) a kolektivu autorů z roku 2013.
Jednotlivé subkultury se začaly oficiálně projevovat až po sametové revoluci, kdy na ně přestal režim vyvíjet represivní tlak a mohly se volně prezentovat.

## Subkultura mládeže
Pojem subkultura bývá často spojován s mládeží, která svůj postoj nezřídka vyjadřuje pomocí viditelných subkulturních prvků (v souvislosti s konkrétní subkulturou se může jednat např. o barvu či sestřih vlasů, piercing či charakteristické oblečení). Tato část populace během dospívání hledá své místo ve společnosti a má sklony odlišovat se od všeho zavedeného a převládajícího, přesto zároveň chce zapadat do určité skupiny. Subkultury zároveň poskytují vodítka, jak se oblékat, chovat a přemýšlet.

### Příslušnost mladistvých k subkultuře a souvislost se sebepoškozováním a depresemi
Společenské interakce s vrstevníky, kteří sebepoškozování schvalují nebo se ho sami účastní, prokazatelně souvisejí s účastí mladistvého na tomto chování. Jako možné důvody pro tuto souvislost byly představeny dvě hypotézy – výběr vrstevníků (mladiství, kteří se poškozují nebo jsou k tomu náchylní, mají tendenci stýkat se s vrstevníky, kteří jsou podobně zranitelní) a přenos mezi vrstevníky (mladiství se takovému chování mohou naučit od svých vrstevníků).
Mladiství mají často tendenci stýkat se ve skupinách založených na podobných zájmech, přístupech či chováních, čímž vznikají subkultury. Některé studie potom poukazují na to, že u mladistvých náležejících ke gotické, punkové a emo subkultuře, se objevuje vyšší riziko psychologických problémů než u jiných mladistvých. V těchto subkulturách mohou být pocity melancholie často vyzdvihovány jako způsob vyjádření nekonformity; tím pádem sebepoškozování může být bráno jako forma rebelie a být v těchto skupinách podporováno (Prinstein, Heilbron, Guerry, & Franklin, 2010). Příslušnost k těmto subkulturám může přispět k pocitu sounáležitosti u jedinců, kteří trpí depresemi a neidentifikují se s „mainstreamem“ nebo z něj byli vyloučeni.

## Sexuální subkultura
Sexuální revoluce v 60. letech 20. století vedla k odmítnutí dosavadních sexuálních a genderových norem širší veřejností. Revoluce proběhla především v evropských městech, severní a jižní Americe, Austrálii a jižní Africe. Vedla k rozšíření sexuálních subkultur. Podobně jako jiné subkultury, sexuální subkultura převzala řadu gest a módu, aby se odlišila od mainstreamu. Začalo se užívat termínů jako „gay“, „lesba“ nebo „bisexuál“. Na konci 70. let 20. století propukla v USA epidemie HIV/AIDS, která postihovala především homosexuální muže. V rámci společných snah o emancipaci a domáhání se práv proto vzniklo hnutí LGBT, které propojoval jak sexuální, tak genderové menšiny (transgender lidi). 
Gay kultura je považována za největší sexuální subkulturu 20. století. Od začátku 21. století se zvyšovalo všeobecné přijímání homosexuality. Gayové a lesby si vysloužili neodmyslitelnou roli v módě, hudbě, designu a literatuře. 

### Queer identita
Výraz „queer“ v angličtině původně znamenal „podivný“ nebo „podezřelý“ a používal se jako nadávka pro lesby a především pak gaye. Ti jej ovšem přijali za svůj a redefinovali tím tak jeho negativní význam (proces, kterému se v angličtině říká reclaiming). Termín „queer“ začal být používán jako označení pro jakoukoliv identitu, která vybočuje ze společenských norem, v kontextu LGBT hnutí tedy pro všechny identity, které nejsou hetero a cis. Podle sociologa Epsteina queer odmítá veškeré konvenční a sociální normy a brání se přijetí dopředu dané nálepky. Představitelé queer hnutí také odmítají normativitu, tedy asimilační proces, v rámci něhož gayové a lesby kopírují heterosexuální genderové role, co se týče například oblékaní (oblečení „pro holky“, oblečení „pro kluky“), chování nebo vztahů (jeden z páru maskulinní – pomyslný „muž“, druhý feminní – pomyslná „žena“). Queer lidé často ke své sexuální a genderové identitě přistupují jako k něčemu fluidnímu a proměnlivému.